# Batida de Côco
Batida de Côco [bɐ'tiðɐ də 'koku] (portugiesisch für „Mixgetränk aus Kokosnuss“) ist ein brasilianischer Cocktail aus Kokosmilch, Zucker und Cachaça (Zuckerrohrschnaps). Der Name kommt aus dem brasilianischen Portugiesisch: bater = schlagen.
Kokosmilch erhält man, wenn man das in der Nuss enthaltene, frische Fruchtfleisch raspelt und anschließend mit dem ebenfalls in der Frucht vorhandenen Kokoswasser vermischt. Die Flüssigkeit, die übrigbleibt, wenn man diesen „Kokosbrei“ auspresst, wird bei „Batida de Côco“ mit gezuckerter Kondensmilch und Cachaça aufgefüllt. In Brasilien gibt es Batidas von vielen verschiedenen Früchten wie Zitronen, Orangen, Maracuja etc.
In Deutschland ist seit 1978 ein dem entsprechender, industriell hergestellter Likör vom Cachaça-Hersteller Mangaroca unter dem gleichlautenden Markennamen Mangaroca Batida de Côco mit 16 Prozent Alkoholgehalt erhältlich. Vertrieben wird er von der Henkell & Co. Sektkellerei. Im Gegensatz zum ähnlichen Malibu-Likör, wird Batida de Côco meist pur getrunken.
Das Lied, welches international in der Fernsehwerbung für den Likör verwendet wird, trägt den Namen Dança a Bossa (Batida de Côco Mix) und ist im Original von K&K featuring Jota. Die Komponisten und Produzenten sind Ramon Kramer und Volker Kretschmer.
Batida de Côco ist auch ein Lied der griechischen Künstlerin Arleta.